# The Strangers: Chapter 1
The Strangers: Chapter 1 är en amerikansk skräckfilm/slasherfilm från 2024 i regi av Renny Harlin, från ett manus av Alan R. Cohen, Alan Freedland och Amber Loutfi. 
Filmen är den första delen av filmtrilogin i The Strangers-serien, tillsammans med en Chapter 2 och Chapter 3, alla regisserade av Harlin. Bland de större rollerna i filmen märks Madelaine Petsch, Froy Gutierrez, Rachel Shenton, Gabriel Basso, och Ema Horvath.
Filmen var från början tillsammans med de två andra filmdelarna i The Strangers-trilogin tänkt att vara som en reboot på hela dess franchise. Det bestämdes dock senare att alla tre filmerna skulle utspelas i samma kontinuitet som i de två första filmerna, The Strangers och The Strangers: Prey at Night. Filmen hade premiär i USA den 17 maj 2024.

## Handling
Filmens handling kretsar kring det unga paret Maya och Ryan, som under en bilresa till Pacific Northwest stöter på tre psykopater, som alla bär skräckinjagande ansiktsmasker.

## Rollista (i urval)
- Madelaine Petsch – Maya
- Froy Gutierrez – Ryan
- Rachel Shenton – Debbie
- Gabriel Basso
- Ema Horvath
- Rebecka Johnston – Lucy
- Ben Cartwright – Rudy
- Janis Ahern – Carol
- Ryan Brown
- Ella Bruccoleri
- Stevee Davies
- Brian Law

## Produktion

### Utveckling
I augusti 2022 meddelade filmproducenten Roy Lee att man planerade att göra tre uppföljare till The Strangers-serien, med start i september samma år. 
Renny Harlin blev senare avslöjad som regissör till åtminstone en av filmerna, och var även i förhandlingar om att regissera alla tre. Senare samma månad blev Harlin officiellt utsedd till regissör för alla tre filmerna; den första med manus av Alan R. Cohen och Alan Freedland. Samtidigt angavs Courtney Solomon, Mark Canton, Christopher Milburn, Gary Raskin, Charlie Dombeck, och Alastair Burlingham vara producenter för filmerna. 
Trilogin ska vara som en nylansering av hela The Strangers-serien, som enligt Mark Canton är tänkt att ge en introduktion av dess värld till en helt ny publik. Courtney Solomon har uppgivit att när projektet påbörjades var avsikten att berätta en större historia än i tidigare filmer, men att det också skulle vara för att "utvidga hela den världen". Han beskriver de tre filmerna som en "karaktärsstudie", jämfört med vad som har visats i de två första filmerna.
Trilogin kommer att produceras av Lionsgate Films, tillsammans med Fifth Element Productions och Frame Film. Lionsgate kommer att stå som officiell distributör.

### Rollsättning
Utöver Madelaine Petsch, Froy Gutierrez och Gabriel Bassos medverkan i filmen, kunde man i oktober 2022 meddela att Ema Horvath hade fått en roll. I november fick även Rachel Shenton en roll.

### Inspelning
Huvudfotograferingen av alla tre filmerna påbörjades i Bratislava i september 2022, för att avslutas i november samma år. Regissören Renny Harlin har till Entertainment Weekly sagt att hela inspelningen kändes som livets utmaning.

## Marknadsföring
I oktober 2023 hade The Strangers: Chapter 1, och resten av filmtrilogin, en panel på New York Comic Con, som erbjöd en smygtitt på filmerna.

## Utgivning
The Strangers: Chapter 1 hade biopremiär i USA den 17 maj 2024.